# Catherine Keller
Catherine Keller es una experta en Teología del Proceso y teología constructiva catedrática en Drew University de Nueva Jersey. Al igual que la mayoría de las principales voceros del proceso de la teología, estudió directamente con John B. Cobb en la Escuela de Teología de Claremont en Claremont.
Sus intereses profesionales son amplios y abarcan la justicia social y ecológica, como la teoría postestructuralista, así como de las lecturas feministas y metafórico de la escritura. Junto con Roland Faber en Claremont, que es uno de los principales académicos que trabajan en el ámbito de la Theopoetics.
Es autora de quizás uno de los más influyentes textos feministas, From a Broken Web: Separation, Sexism, and Self. 